# Лялін Павло Олександрович
Павло́ Олекса́ндрович Ля́лін (рос. Павел Александрович Лялин; нар. 15 грудня 1763 — пом. 2 березня 1836) — російський медальєр з династії Ляліних, у 1818—1835 роках — старший медальєр Санкт-Петербурзького монетного двору, обергіттенфервальтер 8-го класу.

## Життєпис
Народився 15 грудня 1763 року.

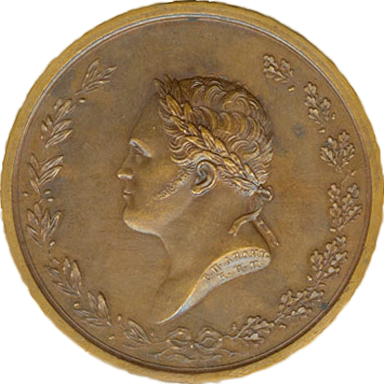
Аверс бронзової медалі Московського товариства сільського господарства.

У 1787 році прийнятий учнем до Санкт-Петербурзького монетного двору. З 1818 року — старший медальєр, фактично — голова Медальєрної палати. Адміністративну діяльність поєднував з творчою роботою. Залучався до виконання важливих і особливих справ.
Серед його робіт, зокрема, були нагородні медалі Московського товариства сільського господарства і Фінляндського сільськогосподарського товариства. Також вважається автором портретної сторони Костянтинівського рубля (1825).
Залишив свою посаду у 1835 році, передавши своєму синові — Олександрові Ляліну.
Помер 2 березня 1836 року.

## Династія
Павло Лялін став засновником династії медальєрів на Санкт-Петербурзькому монетному дворі. Одночасно з ним тут працював молодший брат Федір, а також двоє синів: Микола і Олександр.

## Нагороди
Нагороджений орденом Святої Анни 3-го ступеня.